# Лосев, Лука Васильевич
Лука́ Васи́льевич Ло́сев (1811—1885) — русский (владимирский) купец 1-й гильдии, Почётный гражданин города Владимира (1873), потомственный почётный гражданин.
Вместе со своим братом Матвеем (1819—1874), также Почётным гражданином Владимира, являются основателями города Собинка.

## Биография
Родился около 1811 года, происходил из владимирских купцов.
Из архивных источников известно, что вступая в 3-ю гильдию владимирского купечества, Лука Лосев находился временно в купечестве 1-й гильдии в Кяхте с 1848 по 1849 год В 1850 году был причислен в 1-ю гильдию селенгинского купечества и находился в ней пять лет. В 1855 году причислен во владимирское купечество 1-й гильдии.
В 1856 году вместе с братом открыли в Москве торговый дом «Л. и М. братья Лосевы», торговали чаем, сахаром, мануфактурным товаром. В 1858 году братья, совместно с Александром Андреевичем Никитиным и Галактионом Ивановичем Миндовским), основали «Товарищество Собинской мануфактуры бумажных изделий». Предприятие строилось на Собинской пустоши на реке Клязьма во Владимирском уезде, его правление находилось в Москве. Готовая продукция отправлялась в Москву по железной дороге со станции Ундол.
Лука Васильевич также служил директором нижегородской временной конторы Государственного коммерческого банка, был заседателем во 2-м департаменте Московской гражданской палаты, членом учётного и ссудного комитетов московской конторы Государственного банка, выборным от купеческого общества. В числе его благотворительных дел: покупка на собственные деньги (5000 рублей) на насос для городского водопровода, способствуя улучшению условий жизни многих владимирцев. 11 мая 1871 года Владимирской городской думой было принято решение ходатайствовать о возведении в звание Почетных граждан города Владимира Луки и Матвея Лосевых (за пожертвование «водокачательной машины» к водопроводу). И только 9 августа 1873 года император Александр II утвердил ходатайство владимирской думы.
Умер в 1885 году. Был женат на Пелагее Ивановне, в семье родились: сыновья Алексей, Николай, Александр, Иван, Михаил, Василий и Сергей, а также дочь Мария.

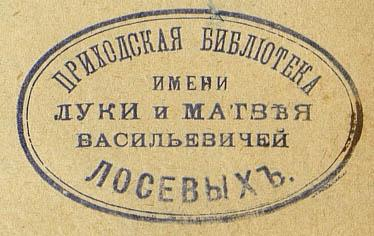
Печать библиотеки Луки и Матвея Лосевых

Его дело продолжил сын Александр Лосев. В память об отце и его брате он построил во Владимире здание — «Дом дешевых квартир имени Луки Васильевича и Пелагеи Ивановны Лосевых, Матвея Васильевича и Евдокии Степановны Лосевых», который был освящён 8 марта 1915 года. Дом был отстроен по проекту городского архитектора Жарова Сергея Матвеевича на месте ночлежки и сохранился до настоящего времени.
Во Владимире до Октябрьской революции работала приходская библиотека имени Луки и Матвея Васильевичей Лосевых.